# Ramón Guzmán

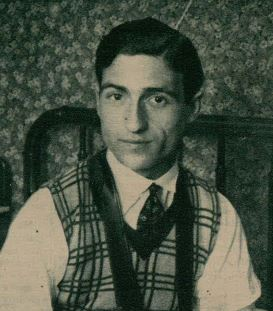
Ramón Guzmán

Ramón Guzmán (ur. 22 stycznia 1899 w Barcelonie, zm. 1 kwietnia 1954 tamże) – piłkarz, trener klubu piłkarskiego FC Barcelona w 1941 roku. Został zwolniony w połowie sezonu z powodu słabych wyników sportowych.
Ramón Guzmán zmarł 1 kwietnia 1954 roku, w wyniku zawału po meczu piłkarskim weteranów.